# Elektra Natchios
Elektra Natchios (Reino Unido: /n Ætʃiɒs /, Estados Unidos: /-oʊ s/) es una personaje griega que aparece en los cómics estadounidenses publicados por Marvel Comics. Creado por Frank Miller, el personaje apareció por primera vez en Daredevil # 168 (enero de 1981). Ella es un interés amoroso del superhéroe Matt Murdock/Daredevil, pero su naturaleza violenta y su estilo de vida mercenario dividen a los dos, antes de que finalmente se convierta en la segunda Daredevil en 2020.
El personaje es un asesino de ascendencia griega altamente entrenado que maneja un par de sais con cuchillas como sus armas de marca. Elektra es una de las creaciones más conocidas de Frank Miller, pero el uso posterior de los escritores de ella es controvertido ya que Marvel había prometido originalmente abstenerse de revivir el personaje sin el permiso de Miller. También apareció como personaje secundario de X-Men, Wolverine y en otras series y miniseries, así como en adaptaciones para la pantalla.
Jennifer Garner interpretó a Elektra en las películas de Daredevil (2003) y Elektra (2005); volverá a interpretar al personaje en la película del Universo cinematográfico de Marvel, Deadpool & Wolverine  (2024). Élodie Yung interpretó al personaje en la segunda temporada de la serie de televisión del Universo Cinematográfico de Marvel Daredevil y en la miniserie de 2017 The Defenders como la supervillana Cielo Negro; todas producciones de Marvel Television.

## Etimología
Miller, gran aficionado a la mitología e historia griega, llama a su personaje igual que al de la tragedia griega, con lo cual uno adivina la motivación y sentimientos del personaje (en psicología se conoce como complejo de Electra a la versión femenina del complejo de Edipo)

## Historial de publicaciones
Creada por Frank Miller, Elektra apareció por primera vez en Daredevil #168 (enero de 1981). Miller inicialmente basó la apariencia del personaje en Lisa Lyon, una femenina culturista.Miller originalmente pretendía que este número, que era esencialmente una historia de relleno, fuera la única aparición de Elektra.pero en cambio se convirtió en una villana que aparecía con frecuencia en Daredevil hasta su muerte en el número 181 (abril de 1982). Ella resucitó poco después, pero la historia contenía una nota narrativa que indica que Daredevil nunca debe volver a encontrarse con ella.
Después de más de una década de ausencia, reapareció en Daredevil # 324-327 (enero-abril de 1994) y pasó un breve período como personaje secundario en Wolverine (en los números 100-106). El escritor de Daredevil, D. G. Chichester, contó que él y el editor Ralph Macchio habían discutido varias veces el regreso del personaje:
Habíamos hablado de la idea [de traer de vuelta a Elektra] de manera casual de vez en cuando, pero ninguno de nosotros quería hacerlo como un truco. En las raras ocasiones en que pensé que tenía un ángulo legítimo para usarla, Ralph aceptó la idea. Pero mientras nos preparábamos para lo que se convertiría en "Fall From Grace", Ralph de la nada dijo: "¿Qué tal si traemos de vuelta a Elektra?" – y fue realmente la pieza faltante la que unió todas las piezas sueltas de la historia en mi cabeza, y se convirtió en el nexo para que todo se uniera tan bien como lo hizo. En mi opinión, siempre ha sido ella a quien se refiere el título.
Esto molestó a Frank Miller, quien afirmó que Marvel le había prometido previamente que el personaje no sería utilizado en ninguna publicación.Desde entonces, ha aparecido en dos series homónimas en curso y en varias miniseries.

## Historia

### Familia y primeros años
Elektra nació en una isla griega cerca del mar Egeo, es hija de Hugo Natchios y Christina Natchios, y tenía un hermano mayor llamado Orestez Natchios.
Se han dado dos versiones contradictorias de su historia familiar. En Elektra: Root of Evil # 1-4 (marzo-junio de 1995), Christina es asesinada por asesinos contratados por Orestez, mientras que en Elektra (Vol. 1) # 18 (1995), es asesinada por un insurrecto durante la guerra civil griega. En ambos casos, da a luz prematuramente a Elektra justo antes de morir.
Cuando un Elektra de nueve años fue asaltada por secuestradores, los hombres fueron asesinados por Orestez, quien se había convertido en un consumado artista marcial después de salir de casa. Orestez le dijo a su padre que Elektra necesitaba aprender a defenderse. Hugo contrató a un sensei para enseñarle las artes marciales.
En Elektra: Assassin # 1 (agosto de 1986), Elektra como adulta tiene vagos recuerdos de haber sido violada por su padre cuando tenía cinco años. Años de asesoramiento y medicación la habían convencido de que se trataba de un recuerdo falso, pero la duda permanecía. Elektra creció cerca de su padre, pero estaba plagada de visiones oscuras y voces sin una fuente conocida. Ocasionalmente reaccionó con autolesiones. Su padre finalmente la envió a la psicoterapia para volverse más estable. No estaba claro si Elektra en realidad se volvió más estable o simplemente parecía serlo.

### Actividades como adulto
Hugo Natchios finalmente sirvió como embajador griego en los Estados Unidos. Elektra, de diecinueve años, asistió a la Universidad de Columbia en la ciudad de Nueva York. Allí, Elektra comenzó a salir con su compañero de clase Matt Murdock.
Un año después, Elektra y su padre fueron secuestrados por terroristas. Un intento de rescate de Matt salió mal, y Hugo Natchios fue baleado. Elektra perdió la fe y la esperanza. Ella abandonó Columbia y regresó a China para estudiar artes marciales. Stick, un miembro de la organización benevolente llamada la Casta, reconoció la oscuridad en su alma e intentó entrenarla a sí mismo, pero finalmente se puso del lado de La Mano, una secta de ninja místico. quien la entrenó como asesina. Más tarde se separó de ellos y se convirtió en agente independiente, y en este papel se encontró nuevamente con Matt Murdock, que ahora estaba activo como Daredevil. Ella derrotó a Daredevil en su misión para matar al criminal Alarich Wallenquist. Sin embargo, ella falló su asignación, y Daredevil tuvo que salvarla de ser asesinada por Eric Slaughter, revelando su identidad secreta a ella en el proceso. Aunque ambos trabajaron juntos para luchar contra la Mano, también entraron en conflicto con frecuencia.
Elektra más tarde luchó contra la Mano junto a Daredevil y Gladiador. Luego luchó contra Kirigi.
Pronto se convirtió en la principal asesina al servicio del primer señor del crimen de la ciudad de Nueva York, Kingpin. Ella intentó matar a Daredevil después de que trató de impedir que aterrorizara a Ben Urich. Kingpin le asignó matar al compañero de Matt Murdock, Franklin "Foggy" Nelson. Cuando Nelson reconoció a Elektra como la novia universitaria de Matt, no pudo matarlo.
Elektra fue apuñalada fatalmente por Bullseye con uno de sus propios sai en una batalla sobre cuál de ellos sería el asesino del Kingpin. Elektra logró arrastrarse hasta la casa de Daredevil antes de morir en sus brazos mientras Bullseye los observaba, escondida entre una multitud que se había reunido para ver qué estaba pasando. Más tarde, los miembros de La Mano robaron su cuerpo e intentaron resucitarla. Daredevil, con la ayuda de Stone, un miembro de la orden de Stick, intervino, derrotando a los ninjas de La Mano. Daredevil luego trató de revivir a Elektra. Aunque su intento falló, sí tuvo el efecto de purificar el alma de Elektra. El cuerpo de Elektra desapareció posteriormente, al igual que Stone.
Más tarde, Stone de alguna manera resucitó a Elektra y luego la envió a ayudar al X-Men Wolverine, en un momento en que había regresado física y mentalmente a una forma bestial. Ella ayudó a entrenarlo hasta el punto en que podía pensar y vocalizar como humano una vez más, y pasó tiempo con él a partir de entonces cuando regresó a su forma normal, incluso llevándolo consigo en un regreso a su hogar ancestral.
Algún tiempo después de que su asociación con Wolverine terminó, se reveló que cuando Elektra fue resucitado por Stone, el aspecto malvado de Elektra se había separado físicamente de ella en su propio cuerpo como consecuencia del ritual realizado por Daredevil. Su mitad más oscura, que se hacía llamar Erynys, luchó contra Elektra y fue asesinada por ella, devolviendo así el lado oscuro al alma de Elektra.
Fue contratada por Nick Fury para asesinar a Saddam Abed Dassam, el líder de Irak que estaba aliado con HYDRA, y recuperar la Llave Escorpio de ellos. Fury la contrató como una forma de evitar la responsabilidad en los círculos políticos globales. En el camino, HYDRA intentó contratarla, una oferta que rechazó. Luego le pusieron al Samurái de Plata y parecía que ella lo había matado aunque parecía vivo y bien en otros cómics. Cuando finalmente obtuvo la Llave, se negó a dársela a Furia, creyendo que no se podía confiar en ella con un arma tan poderosa. En cambio, se lo dio al agente de policía que había matado a su padre y le dijo que tenía una deuda con ella y que no la decepcionaría.

### Wolverine: Enemigo del Estado
Elektra fue una de las "buenas chicas" cuando trabajó con S.H.I.E.L.D.
HYDRA y La Mano unieron fuerzas, asesinando a varios héroes y resucitándolos en sus guerreros poseídos, incluido el X-Man Wolverine, que se convirtió en su máquina de matar. Basándose en su relación con Logan y sus vínculos con La Mano, Nick Fury contrató a Elektra para dirigir la misión, pagándole más de $ 200,000, más dinero en un día que el (entonces) salario anual del presidente de los Estados Unidos. Trabajó para evitar que Wolverine matara a otros e intentara devolverlo a su ser normal. Durante una pelea con La Mano, Elektra fue asesinada y resucitada como una guerrera de la Mano, llegando a ser su líder. Junto con el X-Man Northstar y otros superhumanos asesinados y resucitados por la Mano, Elektra atacó a Nick Fury, hiriéndolo gravemente y causando la destrucción de un helicarrier de S.H.I.E.L.D.
Gracias a S.H.I.E.L.D., Wolverine finalmente recuperó el sentido y quiso vengarse. Durante una pelea con Elektra, mentalmente habló con él, utilizando nuevas habilidades que le dio la Mano. Explicó que ser asesinada por La Mano era parte de un plan que tenía desde el principio. Explicó que había sido resucitada por La Mano y se infiltró en la organización, haciéndoles creer que habían tenido éxito en resucitarla como una guerrera con lavado de cerebro. Ella le dijo que tomarían La Mano y HYDRA juntos. Lucharon contra muchos ninjas y salieron victoriosos. Gorgon, sin embargo, atacó a Elektra y arrojó sus bloqueos mentales, lo que le permitió leer sus pensamientos y ver dónde se estaba tratando a Fury por sus heridas (también descubrió que El Vaticano también la contrató para matarlo). Gorgon se teletransportó, con Elektra, para matar a Fury. Cuando llegaron, Elektra ordenó a los soldados de S.H.I.E.L.D. atacar. Gorgon usó su poder en su cuello y ella colapsó. Wolverine al final usó los poderes de Gorgon contra él, derrotándolo.
En un correo electrónico a Kitty Pryde, Nick Fury le dijo que Elektra había sobrevivido, pero estaba desaparecida y probablemente estaba en Europa del Este, creando su propio grupo de milicianos, que pretendía ser su propia versión de La Mano. También le dijo a Kitty que Elektra no era una amenaza... hasta ahora. No se sabía dónde estaba realmente Elektra ni cuáles eran sus planes, pero fue durante el tiempo posterior a la destrucción del helicóptero que fue secuestrada por Skrulls y reemplazada por un impostor.

### Daredevil y Kingpin
Ella resurgió para ayudar a Daredevil con una situación con Kingpin. El señor del crimen, a cambio de su libertad, ofreció al FBI pruebas irrefutables de que Matt Murdock era Daredevil.
Se reveló que Elektra realmente ayudó a Kingpin a obtener toda la información necesaria cuando era enemiga de Daredevil, y regresó porque sentía la obligación de ayudar a Matt a salir del problema por el cual se sentía responsable. También fue revelado por la Viuda Negra que Elektra ahora es la líder de La Mano.
Daredevil se encuentra con Elektra, la Viuda Negra y el nuevo White Tiger frente al edificio que contiene los "Papeles de Murdock" (la evidencia de que Kingpin estaba hablando). Tenían la intención de recuperar los documentos antes de que el FBI pudiera llegar allí, pero de repente fueron atacados por Bullseye. Daredevil y Elektra lucharon contra el villano y, después de una larga y sangrienta batalla, ganaron. Sin embargo, Daredevil fue disparado repentinamente por Paladin (que trabajaba para agentes del FBI) y quedó sangrando profusamente en los brazos de Elektra. Elektra luego lleva a Matt a la Enfermera Nocturna, pero insiste en que La Mano debe curarlo. Viuda negra aparece y objetos. Mientras Elektra y Viuda Negra luchan, La Mano cura a Matt Murdock.
Fuera de la oficina médica de Enfermera Nocturna, los reporteros y la policía se reúnen. Elektra luego salta por la ventana lateral, junto con la Mano para expulsar a la policía y el FBI. Ella se pelea con Luke Cage, y sale rápidamente de la escena a petición de Matt.
Más tarde se reveló que este Elektra era en realidad un Skrull y no la real Elektra.

### Reemplazo por Skrulls
Elektra aparentemente reaparece, aparentando ser corrompido por la Mano. Ella mata, resucita y encarcela al vigilante Maya López, con la intención de usarla como arma. Los Nuevos Vengadores rescatan a Lopez y ella termina apuñalando a Elektra hasta la muerte. Sin embargo, después de su muerte se revela que "Elektra" es en realidad un Skrull disfrazado; su muerte indica que los Skrulls se han vuelto indetectables incluso para los sentidos intensificados de los miembros de los Nuevos Vengadores Spider-Man, Wolverine y Doctor Strange. El cadáver es entregado a Iron Man por Spider-Woman.
Mighty Avengers # 16 revela que Elektra fue seleccionado para ser reemplazado por un impostor de Skrull llamada Siri. Ella fue atacada por varios impostores de Skrull mientras permanecía en Japón, sin embargo, Elektra luchó y mató a la mayoría de estos Skrulls (incluido Siri) antes de ser golpeada y severamente golpeada por un Super Skrull que manifestaba la invisibilidad de la Mujer Invisible y la armadura de acero orgánica de Colossus. Un Skrull llamado Pagon tomó el lugar de Elektra desde que Siri fue asesinada por Elektra. La muerte de Pagon se planeó desde el principio, siendo su principal "revelación" de su intención de hacerse cargo de los superhéroes del mundo.
La verdadera Elektra se reveló vivo sobre una de las naves Skrull y fue liberado durante la batalla final entre los héroes y los Skrulls. Iron Man ordena de inmediato que la mantengan bajo custodia protectora en S.H.I.E.L.D.

### Dark Reign
Siendo el único cautivo de Skrull que muestra signos de experimentación y tortura, Elektra se encuentra debilitada por múltiples lesiones. Norman Osborn le ordena estudiar y supervisar para obtener información sobre por qué fue este el caso.Paladín irrumpe en la sede de H.A.M.M.E.R. (anteriormente S.H.I.E.L.D.) con la intención de matar a Elektra por $ 82 millones. Ella vence a Paladin y lo estrangula escupiendo su diente roto por su garganta. Ella lo obliga a entregarle las llaves para que escape. Antes de abandonar la celda, ella asesina al interrogador que la estaba torturando para obtener información. Ella finalmente escapa después de derribar a varios operativos de H.A.M.M.E.R. y logra llegar a la oficina de Matt Murdock para atacar su alijo de suministros de primeros auxilios. Después de ser confrontada por Foggy Nelson, sufre un colapso por una extensa pérdida de sangre debido a sus heridas.
Elektra se despierta esposada a una cama de hospital en la clínica de Enfermera Nocturna. La enfermera explica que ata a Elektra por su propia seguridad, aunque el ninja se libera fácilmente. Su conversación se interrumpe cuando una mujer llamada Nico interrumpe e intenta matarlos a los dos. Elektra envía a Nico volando por la ventana y luego se arma con las armas del ninja mientras le dice a la Enfermera Nocturna que escape. Elektra salta al callejón y lucha contra Nico, solo para descubrir que otro asesino a sueldo llamado Carmine también intenta matarla con un rifle de francotirador desde la azotea. Ella logra derrotar a Nico al evadir los disparos de Carmine y obtiene algunas pistas de Nico sobre por qué estaba siendo blanco de un asesinato. En la azotea, Carmine es asesinado por Bullseye (bajo la apariencia de Hawkeye), quien fue enviado por Norman Osborn para matar a Elektra.
Elektra sube a la parte superior del edificio para enfrentarse al tercer asesino, solo para sorprenderse cuando descubre que él es Bullseye. Aunque inicialmente vacilante, se mantiene firme y enfrenta a su asesino. Los dos comienzan a pelear cuando Nico logra llegar a la azotea para ver a Carmine. Bullseye intenta matarla con una flecha atada con drogas, pero ella es salvada por Elektra (quien accidentalmente obtiene las drogas en la flecha de su sistema en el proceso). Bullseye entonces patea al Elektra aparentemente sedado fuera del edificio, pero ella logra aterrizar de manera segura. Bullseye la sigue y la confronta en la calle, intentando matarla con su propio sai, muy parecido a su primer encuentro. Sin embargo, esta vez Elektra lo supera y lo apuñala por la espalda con una de sus propias flechas. Nico una vez más interrumpe la pelea, intentando disparar a un Bullseye que huye, luego confrontando a un Elektra fuertemente drogado e indefenso. Los agentes de H.A.M.M.E.R. entran en la refriega y disparan a Nico, pero son emboscados y asesinados por Wolverine antes de que puedan acabar con Elektra.
Después de escapar de H.A.M.M.E.R., Wolverine se revela a Elektra, donde Nico corrió, y Elektra intenta enfrentar el problema de frente y terminar pacíficamente el conflicto. Al llegar al sitio del accidente de Blackhawk, descubre que Agente Brothers, un exagente de S.H.I.E.L.D., fue quien puso precio a su cabeza. Brothers afirma que ella fue responsable de matar a cientos de agentes de S.H.I.E.L.D. durante el incidente de Blackhawk. Elektra, que no recuerda el incidente, niega las acusaciones e insta a ambos hermanos a ir en paz, afirmando que fue su impostor de Skrull el responsable del incidente. Sin embargo, Norman Osborn aparece y revela que Elektra fue secuestrada después del ataque del Helicarrier, aunque no recuerda nada de esto porque utilizó un truco mental para "olvidar" sus resurrecciones y los incidentes que las rodearon para evitar que los Skrulls accediendo a ellos durante su secuestro. Norman se burla de Elektra para deshacer este truco mental, y Elektra lo obliga. Luego se revela que Elektra es realmente culpable de las acusaciones. Luego procede a matar a Nico y a los Hermanos.

### Código rojo
Elektra estuvo involucrada en un incidente con Red Hulk, X-Force, una nueva villana llamada Red She-Hulk y algunos otros mercenarios conocidos como Deadpool y Punisher.

### Shadowland
En la historia de Shadowland, Stick trata de convencer a Elektra para ayudar a evitar que la Mano corrompa a Matt. Sin embargo, ella se niega, porque quería que él tuviera un corazón frío como ella por despecho hacia él. Ella reconsidera cuando fue testigo de la transmisión de Daredevil matando a Bullseye. Ella se une a la Mano para poder obtener información sobre la fortaleza de Shadowland para ayudar a los superhéroes a infiltrarse en ella. Más tarde, al volver a unirse a la Mano, Elektra visita a Daredevil y Typhoid Mary en la tumba de Bullseye con la intención de resucitarlo. Luego ayuda a colar a los superhéroes en el edificio, para evitar que Daredevil resucite a Bullseye. Una pelea estalla y justo cuando Elektra trató de acercarse a Matt, el Demonio de la Mano finalmente lo posee. Una vez que derrota a todos los superhéroes, Iron Fist usó su energía chi en el demonio para ayudar a sanar el alma de Matt. Mientras eso sucedía, Elektra entró en la mente de Matt para animarlo a luchar contra la malvada presencia del demonio. Matt se suicidó para evitar que el demonio causara más caos. Elektra más tarde lo resucitó.
Como parte del 2012 Marvel NOW!, Elektra se convierte en un miembro de los Thunderbolts de Red Hulk.
Durante la historia de Avengers: ¡Standoff!, Elektra fue encarcelada por alguna razón desconocida en Pleasant Hill, una comunidad cerrada establecida por S.H.I.E.L.D., que utilizó los poderes de Kobik para convertirla en Sheriff Eva. Durante este tiempo, ella estaba enamorada de la forma humana alterada de Hombre Absorbente de un vendedor de helados llamado Henry. Después de que el Barón Helmut Zemo y Fixer comenzaron a usar una máquina para devolver a todos los internos a la normalidad, Elektra estaba entre los restaurados. Ella habló con Hombre Absorbente a dañar las vidas inocentes en Pleasant Hill.
Durante la historia de Civil War II, Elektra solicitó unirse a S.H.I.E.L.D. para liberar su conciencia de las muertes de los pasajeros del Black Hawk accidentado. Ella tomó el puesto de directora de campo cuando Phil Coulson abandonó el grupo. Cuando Coulson intentaba interferir con los planes del Capitán Marvel de usar las habilidades de Ulysses Caín para detener el crimen antes de que ocurriera, Elektra descubrió que Leo Fitz era el lunar de Coulson en su grupo y María Hill fue alertada. Al mismo tiempo, ella también reinstaló a Grant Ward en S.H.I.E.L.D. y colocó un cuello explosivo en su cuello para asegurar su lealtad.

## Habilidades
Las habilidades primarias de Elektra son un gran conocimiento de artes marciales y armamento. Elektra aprendió antiguas artes marciales de China, Siam y Japón. Ella es una combatiente principal con el sai de Okinawa, su arma habitual de elección. También es muy hábil con la katana, las dagas, el bastón de tres secciones y el shuriken. Ella es maestra de muchas formas de combate japonesas, incluyendo Ninjutsu, Aikido y Karate. Elektra es una atleta de nivel olímpico, fuerte en gimnasia y natación, con un alto nivel en atletismo, fuerza humana, velocidad, resistencia, agilidad, destreza, reflejos y reacciones, coordinación, equilibrio y resistencia. Ella es resistente al dolor y al calor extremo y al frío. También es capaz de mantenerse en las sombras y moverse con tal velocidad que puede permanecer invisible incluso a la luz del día.
Elektra tiene la capacidad de hipnotizar a los demás, y como tal les hace ver ilusiones u otros fenómenos.
Elektra también tiene la capacidad de "arrojar" su mente a las de los demás. Por ejemplo, ella fue capaz de rastrear a su enemigo, Ken Wind, "tomando prestadas" temporalmente las mentes de las personas y actuando a través de ellas mientras buscaba a su presa. Este control mental temporal le permite olfatear metafóricamente la psique o intención de sus objetivos. Vio uso extensivo durante Elektra: Assassin, en el que dependía mucho solo de sus poderes ninja.
Elektra ha demostrado telepatía de bajo nivel. Ella puede comunicarse telepáticamente con personas que poseen niveles similares de disciplina mental, como la Casta. Elektra dominó esta habilidad durante el entrenamiento con The Hand, que la relaciona mentalmente con La Bestia, el semidiós de La Mano.

## Recepción
Elektra obtuvo el puesto 22 en la Guía del comprador de los tebeos «100 mujeres más atractivas» en la lista de los tebeos.

## Otras versiones

### ¿Y si?
En la historia "¿Qué pasaría si Elektra hubiera vivido?", escrito por Frank Miller, el asesinato de Elektra a manos de Bullseye no ocurre cuando Bullseye es asesinado mientras intenta escapar de la prisión. Elektra ahorra la vida de Franklin Nelson, irritando al Kingpin, quien rápidamente ordena su ejecución. Después de luchar contra varios intentos de asesinato, Elektra huye a la casa de piedra rojiza de Matt Murdock. Inicialmente, Murdock quiere arrestar a Elektra, pero ella le advierte que con el Kingpin poniendo una recompensa en su cabeza, ella morirá a manos de sus agentes si es enviada a prisión. Murdock decide huir de Nueva York con Elektra, colocando su casa en venta y cortando el contacto con Nelson. La pareja fue vista por última vez disfrutando de una tranquila puesta de sol en la playa, muy lejos de la sociedad y aparentemente feliz.

### Exilios
En uno de los universos visitados por los Exiliados, Elektra fue uno de los pocos sobrevivientes restantes en un mundo devastado por HYDRA y su líder, Sue Storm. Elektra se muestra amante de Reed Richards, y es un jugador clave en la reactivación de los habitantes de esa tierra. Sus habilidades son idénticas a las de su versión principal.

### Casa de M
Elektra aparece como uno de los asesinos del Kingpin y más tarde John Proudstar lo contrata para derrotar a los Vengadores de Luke Cage.

### Marvel Mangaverse
En Marvel Mangaverse, Elektra es malvada y trabaja para la Mano. Cuando se presenta por primera vez se encuentra con Daredevil que al principio se niega a creer que estaba trabajando para el enemigo. Después de una reunión llorosa, se besan y ella le dice: "Intentó salvar mi alma una vez. Desafortunadamente no había nada que valiera la pena salvar", y luego procede a cortarlo por la mitad. Más tarde, durante su pelea con Carol Danvers, muestra remordimiento por haberlo matado. Elektra le agradece a Carol cuando Carol la corta por la mitad con sus propias cuchillas.

### Marvel Zombies
En el Ultimate Fantastic Four Arc "Crossover", Elektra se ve entre las hordas de zombis que se preparan para atacar a Magneto, Mr. Fantástico y a los pocos humanos que están protegiendo. Ella también está entre los zombis que atacan (e infectan) a Frank Castle. El Wolverine infectado de este incidente viaja a otra Tierra donde mata a Elektra humana con sus garras, empalándola a través del estómago a la manera de Bullseye.

### MC2
En el Universo MC2 (un futuro alternativo centrado principalmente en los hijos de los superhéroes actuales de Marvel), Elektra se casó con Wolverine y los dos tuvieron una hija llamada Rina Logan, también conocida como Cosa Salvaje. Se dice muy poco sobre el futuro de Elektra, aunque vemos que ella está activamente involucrada en criar a Rina. Además, se muestra que ella es lo suficientemente rica como para tener una calificación de crédito "extra-dimensional".
Elektra también tiene un cameo en Spider-Girl donde es contratada por la Tarántula Negra para ser instructora de artes marciales de Spider-Girl. Aunque no conoce la verdadera identidad de Spider-Girl, Elektra conjetura rápidamente que ella es la hija de Spider-Man en función de cómo habla, pelea y se porta a sí misma.

## En otros medios

### Cine
- Elektra aparece en la película de 20th Century Fox Daredevil (2003), interpretada por Jennifer Garner.[52]Esta versión es la hija del multimillonario Nikolas Natchios, quien la entrenó en artes marciales después de que ella presenciara la muerte de su madre a una edad temprana. En el presente, se encuentra y se enamora de Matt Murdock antes de presenciar la muerte de Nikolas. Inicialmente asumiendo que Daredevil era el culpable, lo ataca, solo para descubrir que él es Murdock. Al darse cuenta de que Bullseye es el asesino de su padre, lo enfrenta, pero es apuñalada fatalmente, dejada por muerta y muere en los brazos de Murdock.
  - Elektra aparece en una película spin-off homónima (2005), interpretada nuevamente por Jennifer Garner. En esta película, se revela que alguna vez fue una prodigio de las artes marciales llamada "Tesoro". Después de su muerte, Stick la resucitó y la entrenó en Kimagure, que otorga al practicante precognición y la capacidad de resucitar a los muertos. Sin embargo, debido a su rabia y miedo de ver al asesino de su madre, es expulsada del complejo de entrenamiento de Stick y se convierte en una asesina a sueldo. Años más tarde, se encuentra protegiendo a un objetivo que se suponía que debía matar, pero que conoció, Mark Miller, y su hija Abby Miller, el actual "Tesoro", de La Mano. Elektra, con la ayuda de Stick y sus ayudantes, protegen a Abby y su padre. Habiendo sido un tesoro a sí misma, Elektra posteriormente dijo que Abby iba a ser el siguiente tesoro: un arma poderosa que podría inclinar la balanza del poder de la Mano. Elektra tenía un enfrentamiento final con el líder de la Mano. Si Elektra gana, Abby iría libre; si el líder de la Mano gana, entonces Abby pertenecería a la Mano. En la batalla, Elektra fue golpeada casi - a continuación, dándose cuenta de que el líder de la Mano era el asesino de su madre, Elektra fatalmente lo apuñaló en el corazón con una de sus sai, y lo lanzó a un pozo donde se desintegró. Una escena final muestra a Elektra resucitar a Abby como Stick lo hizo con ella de la misma manera.
- Después de sus apariciones cinematográficas anteriores, los derechos cinematográficos de Elektra volvieron a manos de Marvel Studios en 2014 y estuvieron disponibles para su uso en el Universo cinematográfico de Marvel (MCU).[53]
  - Garner repite su papel de Elektra en la película de MCU, Deadpool & Wolverine (2024).[54]Ella fue sacada de su universo y enviada al Vacío, donde se une a un grupo de luchadores de la resistencia contra Cassandra Nova que consiste en Johnny Storm, Blade, Gambito y X-23. Cuando X-23 recluta a Deadpool y Wolverine para el grupo, Elektra menciona que su Daredevil fue asesinado por Cassandra, pero cuando Deadpool expresa sus condolencias, no parece estar molesta (como una posible broma al divorcio de Garner con Affleck). Más tarde ellos ayudan a Deadpool y Wolverine a regresar a la línea de tiempo de Deadpool, donde los dos evitan que Cassandra Nova destruya el universo y solicitan a la AVT que la devuelva a ella y a los otros miembros de la resistencia a sus líneas de tiempo.

### Televisión
Elektra aparece en la serie de televisión Netflix de Marvel, interpretada por Élodie Yung como adultay por Lily Chee en flashbacks.
- Apareciendo por primera vez en la segunda temporada de Daredevil (2016), esta versión fue entrenada por Stick desde la infancia hasta que la Casta la consideró demasiado peligrosa y la hizo adoptar por un embajador griego para mantenerla a salvo.[57]Mientras estaba en la universidad, ella conoció y salió con Matt Murdock.[58]En el presente, Stick la envía de regreso a la ciudad de Nueva York para que regrese a su lado y ayude a derrotar a La Mano.[59]Aunque ella se enamora de él, se separan después de que ella no logra que Murdock mate a Roscoe Sweeney por matar a su padre años antes.[60]Murdock intenta reconciliarse con ella convenciéndola de que deje a Stick y se convierta en su propia persona,[61]pero ella busca vengarse de Stick después de que uno de sus asesinos la ataca.[62]Cuando Stick es secuestrado por la Mano, Elektra y Murdock trabajan juntos para encontrarlo, descubriendo que estaba destinada a convertirse en el líder de la Mano "Cielo Negro" en el proceso, aunque él la ayuda a elegir su propio camino.[57]Más tarde ella se sacrifica para salvar a Murdock de las fuerzas de la Mano, pero estos desentierran su cuerpo y se preparan para revivirla.[63]
- Elektra aparece en Los Defensores (2017).[64]Revivida y ahora trabajando para la Mano como una asesina con lavado de cerebro, tiene la tarea de matar a los miembros de la Casta y a cualquiera que pueda amenazar sus planes, enfrentándose a Danny Rand, Colleen Wing[65]y Jessica Jones en el proceso.[66]Cuando Murdock, Rand, Jones y Luke Cage unen fuerzas para formar a Los Defensores y combatir a la Mano, Elektra es enviada a atacarlos, pero es derrotada por Rand.[67]Después de esto, ella recupera lentamente sus recuerdos, pero mata a Stick, secuestra a Rand, mata a la líder de la Mano, Alexandra Reid, para asumir el control del grupo,[68]y manipula a Rand para que la ayude a desenterrar cavernas antiguas llenas de esqueletos de dragones que se dice que contienen el secreto de la vida eterna.[69]Después de que los Defensores rescatan a Rand y colocan explosivos en la sede de la Mano, Murdock se queda atrás para llegar a Elektra antes de que compartan un beso y desaparezcan en la explosión. Aunque Murdock sobrevive, el destino de Elektra queda desconocido.[70]

### Videojuegos
- Elektra aparece como.personaje dentro del juego Marvel: Ultimate Alliance con sus uniformes rojo y blanco.
- También es un personaje seleccionable en el videojuego Marvel Nemesis: Rise of the Imperfects.
- Elektra también aparece como personaje jugable en Marvel: Avengers Alliance.
- También aparece en el juego de: Marvel Future Fight.
- Es un personaje jugable en el juego de: Marvel: Contest of Champions.
- También aparece en el juego de: Marvel Strike Force.
- Elektra es un personaje desbloqueable en LEGO Marvel Superhéroes.
- Una versión de Marvel Noir de Elektra, llamada "Eliza", aparece como un personaje jugable en Lego Marvel Super Heroes 2.
- Elektra es un personaje jugable de Marvel Super Hero Squad Online, con su atuendo rojo y un atuendo blanco alternativo.
- Elektra tiene un cameo en el juego Marvel Super Heroes vs. Street Fighter. Ella está encerrada en un contenedor junto con varios personajes de Marvel y Street Fighter que están encerrados en contenedores en el escenario de Apocalipsis.
- Aparece como carta jugable en el juego de cartas Marvel Snap